# Грб општине Ћићевац
Грб општине Ћићевац представља псеудохералдички амблем. Штит је раздељен у четвртине. У горњој десној се на црвеној подлози налази бело гушчије перо за писање и развијен свитак папира. У горњем левом пољу је на сребрној позадини плава силуета цркве. Доње лево су поља која симболизују реку Мораву, а доње десно поље представља пољопривредна поља. Доњи део грба је оивичен стилизацијом железничке пруге и ауто-пута који пролазе кроз општину. Изнад штита је нека врста бедемске круне у два нивоа. Изнад грба стоји лента са натписом Општина Ћићевац.